# 纳撒尼尔·霍桑
纳撒尼尔·霍桑（英語：Nathaniel Hawthorne，1804年7月4日—1864年5月19日），19世纪美国小说家，曾出版代表作品《红字》。

## 生平与创作

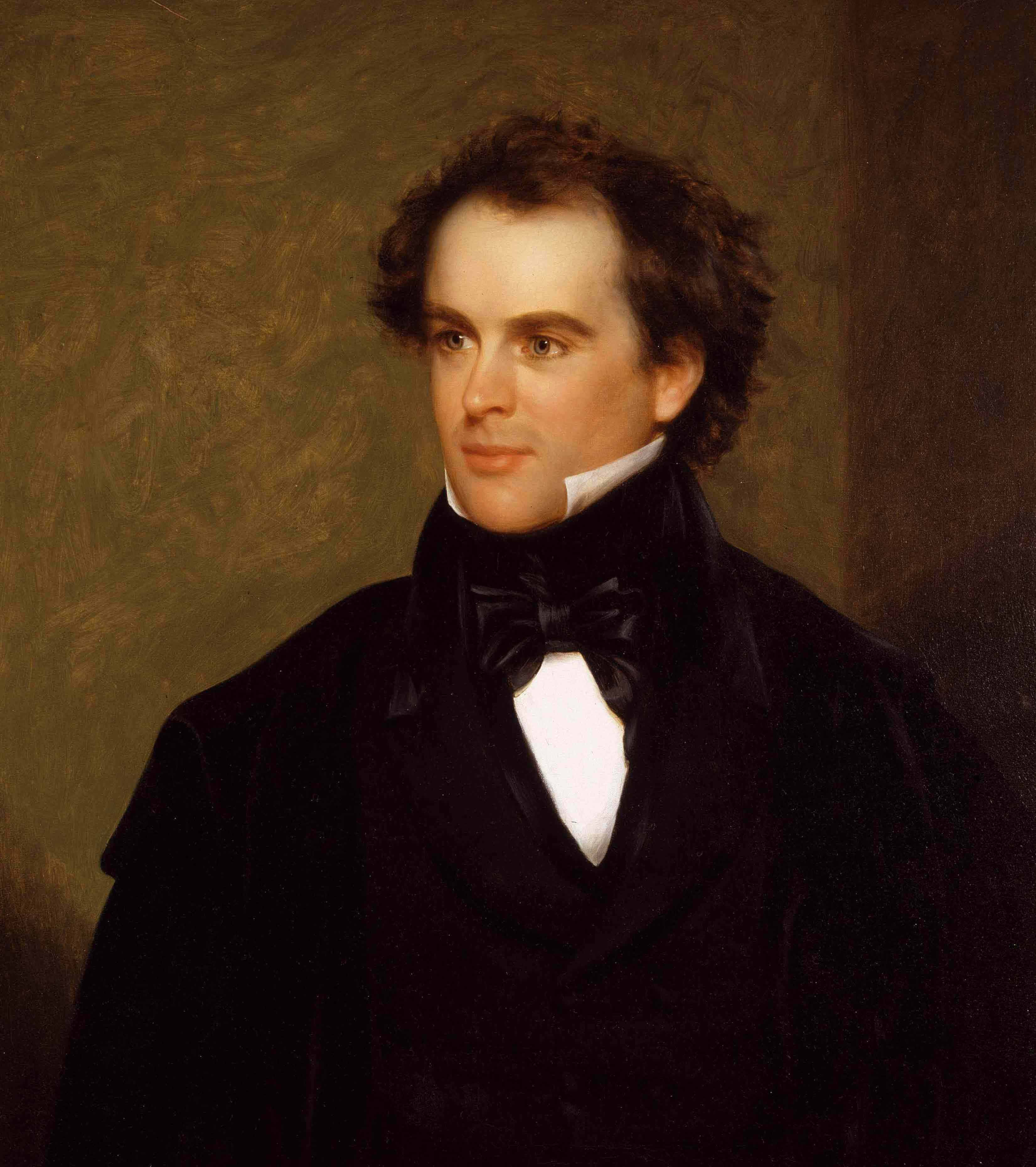
1841年像，查爾斯·奧斯古德（Charles Osgood）繪

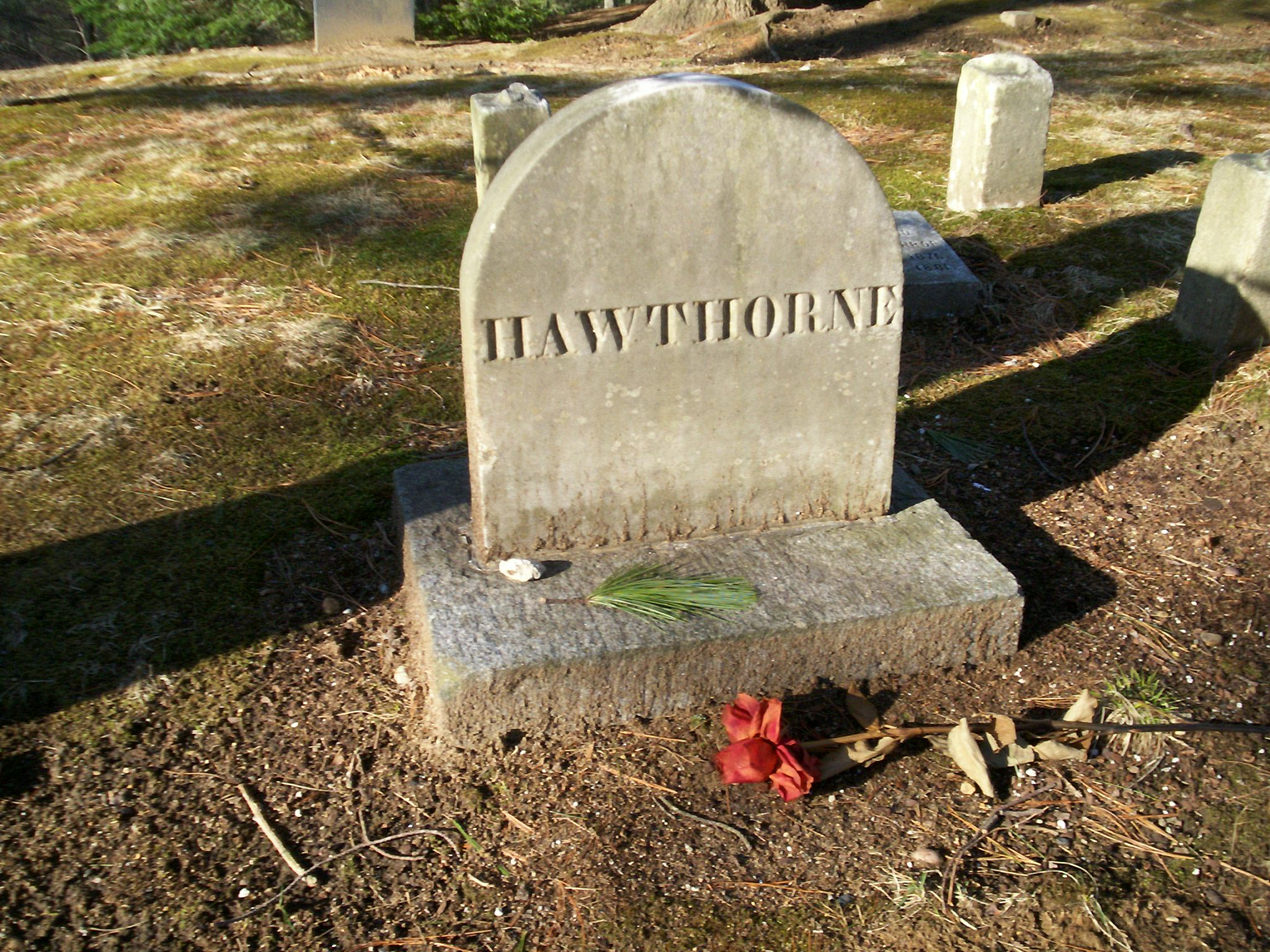
霍桑之墓

霍桑出生于美国马萨诸塞州塞勒姆镇。他的曾曾祖父約翰·霍桑为著名的1692年塞勒姆驱巫案的三名法官之一。父亲是个船长，在霍桑四岁的时候死于海上，霍桑在母亲抚养下长大。1821年霍桑在亲戚资助下进入缅因州的鲍登学院，在学校中他与朗费罗、福蘭克林·皮爾斯成为好友。1824年大学毕业，霍桑回到故乡，开始写作。完成一些短篇故事之后，他开始尝试把自己在鲍登学院的经验写成小说，这就是长篇小说《范肖》，于1828年不署名发表，但是没有引起注意。霍桑将没有卖出去的小说全部付之一炬。
1836年霍桑在海关任职。1837年他出版了两卷本短篇小说集《重讲一遍的故事》，开始正式署上自己的名字。其中〈教长的黑纱〉一篇最为人称道。1841年霍桑曾参加超验主义者创办的布鲁克农场。1842年7月9日他结婚，婚姻非常美满。两人到马萨诸塞州的康科德村老牧师住宅居住三年，期间霍桑完成短篇小说集《古宅青苔》（1843年）。其中的短篇小说〈小伙子布朗〉、〈拉伯西尼医生的女儿〉很受欢迎。
1846年霍桑又到海关任职。他从阿莫士·奧爾柯特那里买下了康科德的wayside，并住在那里。他的邻居是作家爱默生、梭罗等人。1848年由于政见与当局不同，失去海关的职务，便致力于创作活动，終於在1850年出版了他最重要的长篇小说《红字》。当年霍桑在野餐中偶然遇到了居住在附近的梅爾維爾并成为好友。梅爾維爾对霍桑的《古宅青苔》很是赞扬，并且在给霍桑的信提到了自己的小说《白鲸》的写作。愛倫·坡也对《重讲一遍的故事》和《古宅青苔》非常感兴趣，写了很多评论。
《红字》发表后获得巨大成功，霍桑继而创作了不少作品。其中《带有七个尖角阁的房子》和《福谷传奇》。1853年皮尔斯就任美国总统后，霍桑獲任命为驻英国利物浦的领事。1857年皮尔斯离任，霍桑侨居意大利，创作了另一部讨论善恶问题的长篇小说《玉石雕像》。1860年霍桑返回美国，在康科德定居，坚持写作。
南北战争爆发后的1862年，霍桑为了获得第一手情况，在出版家威廉·提克瑙的陪同下到华盛顿旅行，见到了林肯总统和很多高层人物，写成了《关于战争问题》，其中的反战态度遭到各界的批评。回到康科德之后，霍桑的身体每况愈下，饱受胃痛困扰，但仍坚持和老友皮尔斯出外旅行。1864年5月19日霍桑与皮尔斯结伴前往白山山脈旅游途中，在美国新罕布什尔州普利茅斯去世。当天皮尔斯给伊丽莎白·皮博迪去电让后者通知霍桑的女儿，霍桑小姐在次日得到通知。他葬于康科德的睡谷墓地。

## 主要作品
- 《红字》
- 《年輕的布朗大爺》(收錄於《古屋青苔》短篇集中)。
- 《七角樓》

## 外部連結
- Hawthorne Community Association （页面存档备份，存于） and boyhood home in Raymond, Maine
- The Wayside （页面存档备份，存于） in Concord, Massachusetts
- The House of the Seven Gables （页面存档备份，存于） in Salem, Massachusetts